# Ana Katarina Zrinski
Ana Katarina Zrinski (ur. ok. 1625 w Bosiljevie, zm. 16 listopada 1673 w Grazu) – chorwacka szlachcianka, pisarka.

## Życiorys

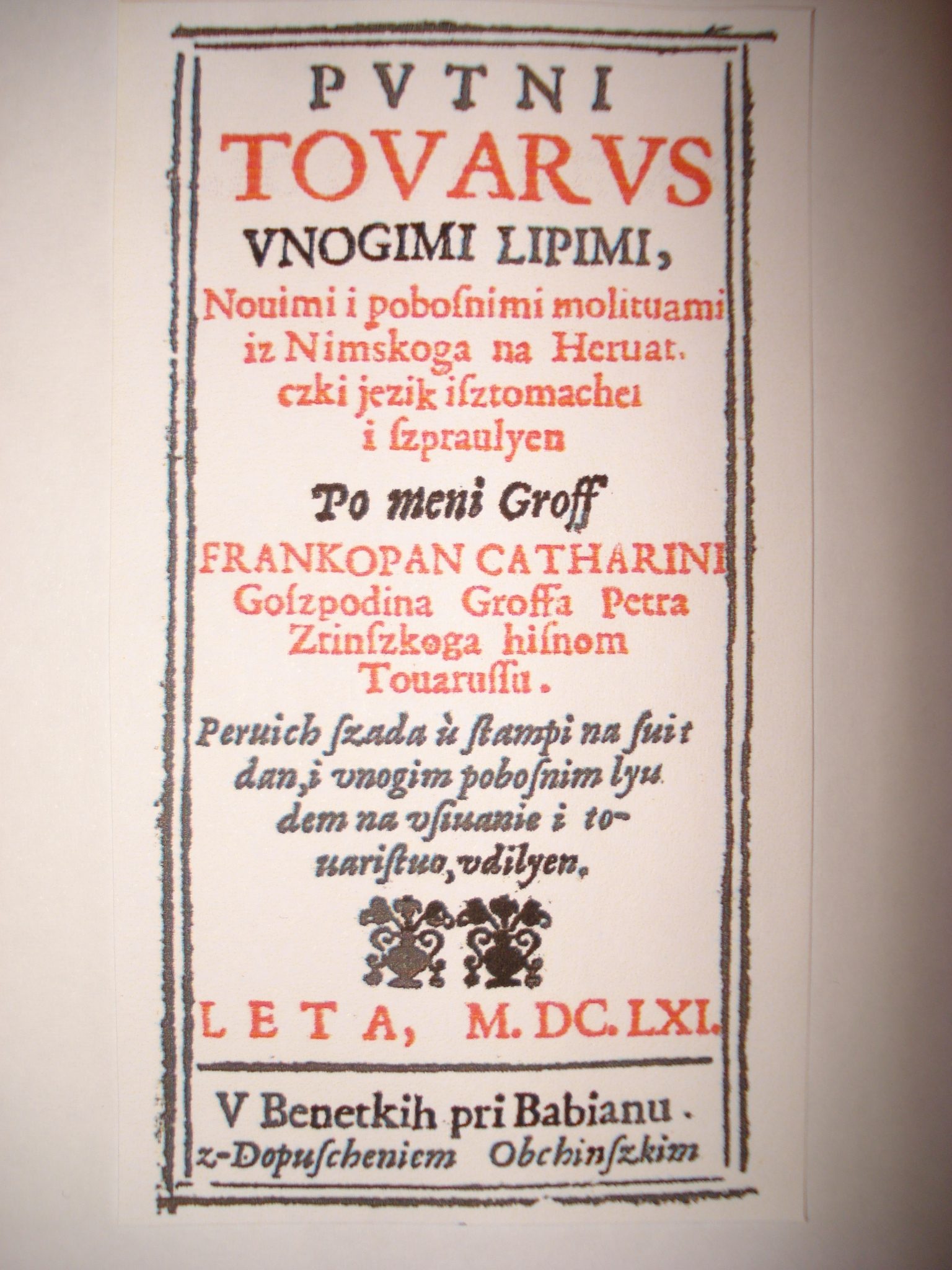
Okładka Putniego tovaraša

Była córką Vuka II Krsta Frankopana i siostrą Frana Krsta Frankopana. W 1641 roku poślubiła Petara Zrinskiego i zamieszkała w Ozalju.
W 1669 roku zabiegała o stanowisko generalskie dla męża. Aktywnie uczestniczyła w antyhabsburskiej rebelii przygotowywanej przez męża i brata. Była w kontakcie z Republiką Wenecką, ambasadą Francji w Wiedniu i przedstawicielami polskiego dworu. Po dekonspiracji miała początkowo trafić do więzienia w Judenburgu, jednak z powodu jego pożaru została ostatecznie osadzona w klasztorze dominikanek w Grazu. Tam też zmarła i została pochowana.
Pisała wiersze i wykonywała tłumaczenia. W 1661 roku wydrukowała w Wenecji modlitewnik Putni tovaraš. Ponownie wydano go w Lublanie w 1687 i 1715 roku. Został on napisany w języku chorwackim w mieszanych dialektach czakawsko-kajkawsko-sztokawskich. W habsburskiej niewoli napisała zbiór wierszy Libar od pominka, który powstała w formie pamiętnika.